# شعير لبدي
شعير لبدي (الاسم العلمي:Hordeum jubatum) هي نوع نباتي يتبع جنس الشعير من الفصيلة النجيلية.  